# Головин, Аким Филиппович
Аки́м Фили́ппович Голови́н (8 [20] сентября 1880, с. Дмитриевское, Воронежская губерния — 8 августа 1949, Свердловск) — советский учёный, металлург, доктор технических наук (1938). Заслуженный деятель науки РСФСР (1943).

## Биография

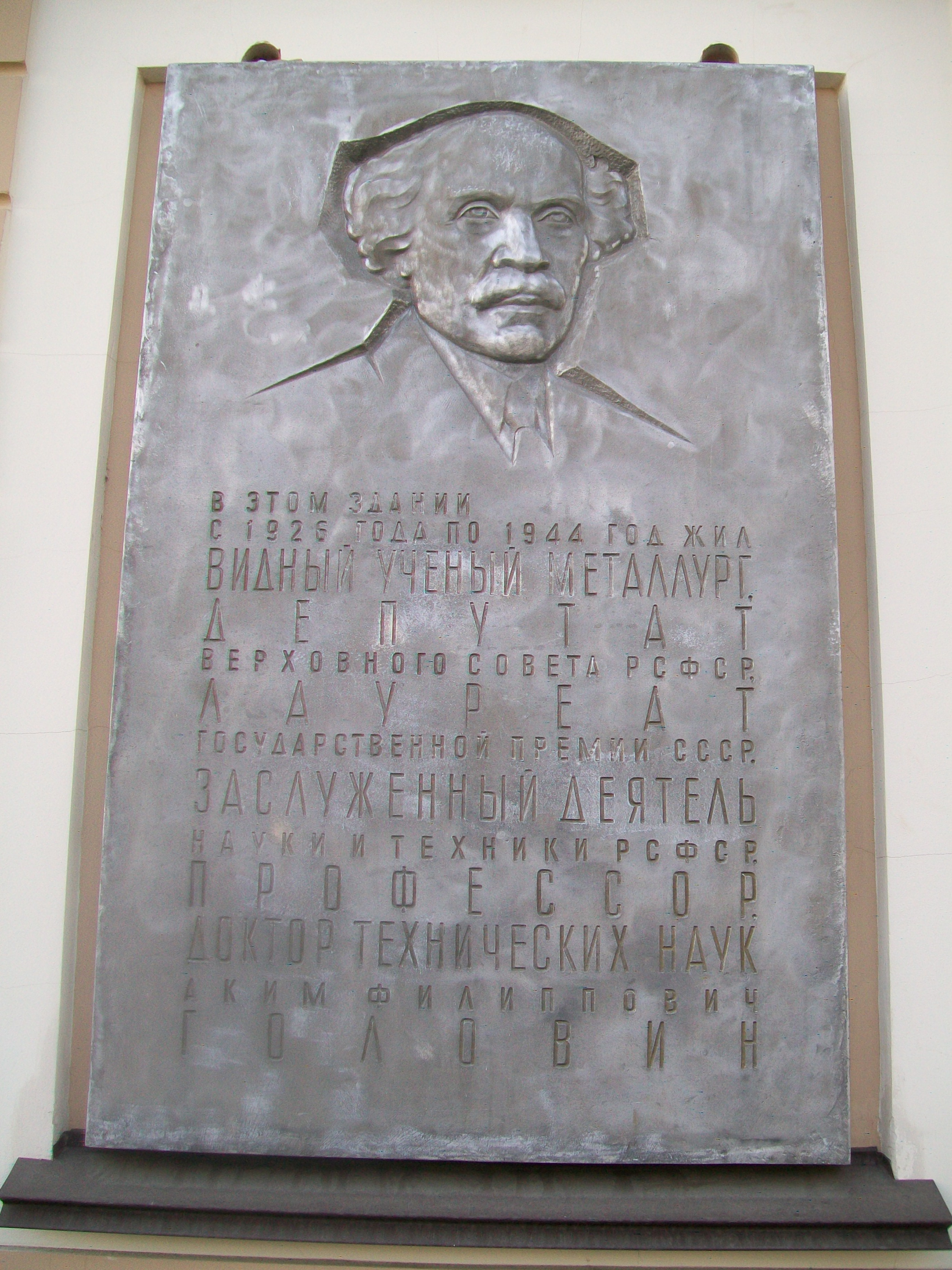
Памятная доска Акима Головина, Екатеринбург, улица 8 марта, 68

Родился в селе Дмитриевское (ныне — с. Дмитриевка Панинского района Воронежской области) в крестьянской семье.
В 1909 году окончил Санкт-Петербургский горный институт.
В 1909—1916 годах работал на Путиловском заводе, одновременно преподавал в Петербургском ремесленном училище. В 1916—1918 годы — заведующий металлургическим производством, начальник технического отдела в управлении Нижнетагильского горного округа; в 1918—1922 — инженер Управления Нижнетагильского горного округа и начальник технического отдела Управления, одновременно преподавал в Нижнетагильском горно-заводском училище.
С 1922 года преподавал в Уральском практическом горно-заводском и строительном институте, с 1923 — Уральском политехническом институте: доцент, профессор (с 1926), заведующий кафедрой прокатки (1920—1947).
Депутат Верховного Совета РСФСР (1938—1949).
Первоначально был похоронен на Михайловском кладбище Екатеринбурга. Позднее прах был перенесен на Широкореченское кладбище.

### Семья
Дочь — Ольга Акимовна Головина (24.05.1924 — 20.11.1978), композитор.

## Научная деятельность
Автор более 100 научных работ, в том числе 4 монографий по проблемам обработки металлов давлением. Разработал оригинальную гидравлическую теорию проката.

### Избранные труды
- Прокатка. — М., 1931—1935. — Т. 1-3.
- Исследования прокатных станов. — М., 1933.
- Новые мысли о теплоте и строении солнечной системы. — Свердловск: Металлургиздат, 1934.

## Награды и признание
- Орден Ленина (5 ноября 1944) — за выдающиеся заслуги в деле подготовки специалистов для народного хозяйства и культурного строительства
- Заслуженный деятель науки РСФСР (1943)
- Сталинская премия II степени (22 марта 1943) — за многолетние выдающиеся работы в области науки и техники

## Память
На доме 68 по улице 8 Марта в Екатеринбурге, где в 1926—1944 годах жил А. Ф. Головин, установлена мемориальная доска.